# Château de Mons-lez-Liège
Le château de Mons est un château situé au Thier Saint-Léonard 16 à Mons-lez-Liège, un village de Flémalle dans la province belge de Liège.

## Historique
Lors de la première mention de la propriété, au XIVe siècle, elle appartient à la famille Velroux. Au XVIIe siècle, elle passe à la famille d'Uffle de Joncis. Les armoiries de cette famille sont encore visibles sur la façade nord, accompagnées de la mention "dUffle a joncis Houthem" et de l'année 1659.

## Description
Le château actuel date du début du XVIIe siècle. Il se composait à l'origine d'un corps de logis de plan carré flanqué de quatre tours d'angle carrées. Cependant, la partie ouest a disparu, ne laissant que deux tours d'angle. Ces deux tours sont construites en briques avec des bandeaux de calcaire et de tuf, sur un soubassement de blocs de grès. Les tours ont chacune trois étages.
Au nord-est du château se trouve une ferme, dont certains éléments - autrefois intégrés au château - sont en mauvais état.